# Nathanael Chyträus
Nathanael Chytraeus t. Nathan Chyträus (ur. 15 marca 1543 w Menzingen k. Karlsruhe, zm. 25 lutego 1598 w Bremie) – niemiecki historyk, teolog, nauczyciel akademicki, filolog, dramatopisarz i poeta uwieńczony (poeta laureatus).
Urodził się w Palatynacie w rodzinie luterańskiego pastora. Był młodszym bratem Davida Chyträusa.
W celu zdobycia wykształcenia zgodnie z ówczesną tradycją podróżował do Anglii, Francji i Włoch. Poetą uwieńczonym został z rąk Johannesa Sambucusa (węg. János Zsámboky) – węgierskiego uczonego, lekarza i poety, autora m.in. zbioru słynnych emblematów.
Był profesorem Akademii Rostockiej, gdzie przez niemal 30 lat, do roku 1593, kierował katedrą poetyki. Po uwikłaniu w kontrowersje teologiczne został oskarżony o kryptokalwinizm i wydalony z uczelni. Zwolnioną katedrę poetyki objął po nim jego były student Eilhardus Lubinus. Chyträus przeniósł się do Bremy, gdzie został rektorem gimnazjum.